# Adapiformes
Die Adapiformes oder Adapoidea sind eine ausgestorbene Primatengruppe, die traditionell den Feuchtnasenaffen (Strepsirrhini) zugeordnet wurde. Sie zählen zu den ältesten bislang gefundenen Primaten und entstanden vor ca. 50 Millionen Jahren.

## Beschreibung
Vom Körperbau und von der Größe ähnelten diese Tiere den heutigen Feuchtnasenaffen, sie haben allerdings noch eine Reihe urtümlicher Merkmale: Die Zahnformel der früheren Vertreter lautete noch 2-1-4-3 (pro Kieferhälfte zwei Schneidezähne, einen Eckzahn, vier Prämolaren und drei Molaren), was bis auf einen fehlenden Schneidezahn noch der ursprünglichen Säugetierzahnformel 3-1-4-3 entsprach. Die beginnende Entwicklung eines großen Gehirns und greiffähiger Gliedmaßen (beides typische Primatenmerkmale) lässt sich jedoch bereits erkennen. Anhand der Zähne vermutet man, dass sich diese Tiere vorwiegend von Blättern ernährt haben. Lange Hinterbeine und ein kräftiger Schwanz deuten an, dass sie sich in den Bäumen kletternd und springend fortbewegt haben.

## Fundsituation
Der Großteil der Funde stammt aus der Periode vom frühen Eozän bis zum frühen Oligozän (vor rund 55 bis 35 Mio. Jahren) aus Nordamerika und Eurasien. In Europa und Nordamerika dürften sie im frühen Oligozän ausgestorben sein, in Asien findet sich jedoch mit den Sivaladapidae eine Familie, die noch im mittleren Miozän (vor rund 13 Millionen Jahren) gelebt hat. Zwischen beiden Perioden klafft jedoch eine große Lücke in den Fossilienfunden, sodass bis zum Auftauchen weiterer Funde die genaueren Verwandtschaftsverhältnisse innerhalb dieser Teilordnung sowie zwischen den Adapiformes und den heutigen Feuchtnasenaffen ungeklärt bleiben.
Die bislang gemachten Funde werden in drei Familien der Adapoidea eingeteilt:
- Die Notharctidae haben im Eozän in Nordamerika und Europa gelebt. Zu den bekanntesten Gattungen zählen Notharctus, Smilodectes und Europolemur sowie die 2009 entdeckte Gattung Darwinius.
- Die Adapidae sind etwas jünger als die Notharctidae, Funde sind meist aus Europa vom mittleren Eozän bis in das frühe Oligozän bekannt. Die bekannteste Gattung und Namensgeber ist Adapis, weitere Vertreter sind Masradapis, Afradapis und Aframonius.
- Die Sivaladapidae sind aus China und Indien belegt. Neben Funden aus dem Eozän und frühen Oligozän, so etwa Anthradapis, gibt es noch Arten aus dem mittleren Miozän[1], darunter Sivaladapis.

## Systematik

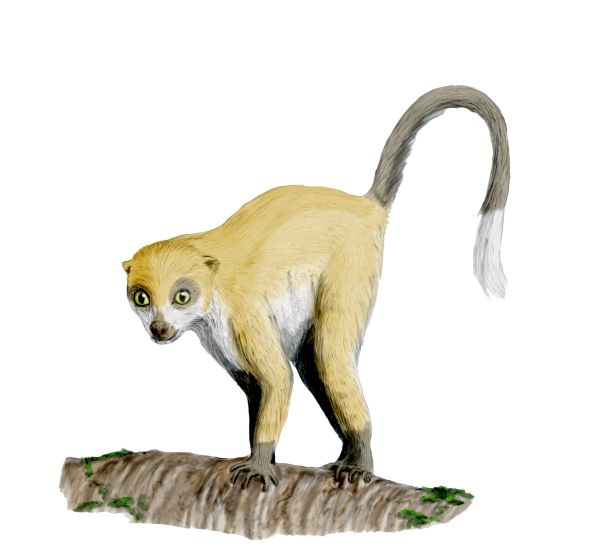
Darstellung von Paläozeichner Nobu Tamura

Da die Adapiformes also nur aus der fossilen Überlieferung bekannt sind, ist nicht klar, ob sie eine monophyletische oder paraphyletische Gruppe darstellen.
Unter der ersten Annahme, also dass es sich um eine Klade handelt, werden sie üblicherweise den Feuchtnasenaffen (Strepsirrhini) zugeordnet. Damit wären sie Verwandte der Lemuren (Lemuriformes); aber nicht der Trockennasenaffen (Haplorhini), zu denen die Eigentlichen Affen zählen.
Franzen et al. (2009) stellen die Gattung Darwinius (überliefert durch das Fossil 'Ida' aus der Grube Messel) in die Gruppe der Adapoidea und sehen das Fehlen des Zahnkammes und der Putzkralle als Zeichen, dass diese Primaten zu den Trockennasenaffen gehören. Im Oktober 2009 wurde mit Afradapis eine neue Gattung der Adapiformes beschrieben. Eric Seiffert et al., die Erstbeschreiber, platzierten nach einer ausführlichen phylogenetischen Analyse die Adapiformes wieder in die Feuchtnasenaffen, und zwar als Schwestertaxon der heutigen Formen.
|                         | traditionelle Position der Adapiformes |
|                         |                                        |
|                         | Lemuren (Lemuriformes)                 |
|                         |                                        |
|                         | Loriartige (Lorisiformes)              |
| Vorlage:Klade/Wartung/3 |                                        |

|                         | neue Position der Adapiformes nach Ansicht der Erstbeschreiber von Darwinius                                                              |
|                         | |
|                         | Koboldmakis (Tarsiiformes) |
|                         | |
| Affen (Anthropoidea)    | \| \| Neuweltaffen (Platyrrhini) \| \| \| \| \| \| Altweltaffen (Catarrhini) mit den Menschenaffen (inkl. Mensch) (Hominidae) \| \| \| \| |
| Vorlage:Klade/Wartung/3 | \| \| Neuweltaffen (Platyrrhini) \| \| \| \| \| \| Altweltaffen (Catarrhini) mit den Menschenaffen (inkl. Mensch) (Hominidae) \| \| \| \| |
|                         | Neuweltaffen (Platyrrhini) |
|                         | |
|                         | Altweltaffen (Catarrhini) mit den Menschenaffen (inkl. Mensch) (Hominidae)                                                                |
|                         | |

|  | Neuweltaffen (Platyrrhini)                                                 |
|  |                                                                            |
|  | Altweltaffen (Catarrhini) mit den Menschenaffen (inkl. Mensch) (Hominidae) |
|  |                                                                            |

|                         | traditionelle Position der Adapiformes |
|                         |                                        |
|                         | Lemuren (Lemuriformes)                 |
|                         |                                        |
|                         | Loriartige (Lorisiformes)              |
| Vorlage:Klade/Wartung/3 |                                        |

|                         | neue Position der Adapiformes nach Ansicht der Erstbeschreiber von Darwinius                                                              |
|                         | |
|                         | Koboldmakis (Tarsiiformes) |
|                         | |
| Affen (Anthropoidea)    | \| \| Neuweltaffen (Platyrrhini) \| \| \| \| \| \| Altweltaffen (Catarrhini) mit den Menschenaffen (inkl. Mensch) (Hominidae) \| \| \| \| |
| Vorlage:Klade/Wartung/3 | \| \| Neuweltaffen (Platyrrhini) \| \| \| \| \| \| Altweltaffen (Catarrhini) mit den Menschenaffen (inkl. Mensch) (Hominidae) \| \| \| \| |
|                         | Neuweltaffen (Platyrrhini) |
|                         | |
|                         | Altweltaffen (Catarrhini) mit den Menschenaffen (inkl. Mensch) (Hominidae)                                                                |
|                         | |

|  | Neuweltaffen (Platyrrhini)                                                 |
|  |                                                                            |
|  | Altweltaffen (Catarrhini) mit den Menschenaffen (inkl. Mensch) (Hominidae) |
|  |                                                                            |